# Jinan v zámeckém parku v Čakovicích
Jinan v zámeckém parku v Čakovicích je památný strom, který roste v hlavním parteru parku před zámeckou budovou jižně od památného jasanu ztepilého.

## Parametry stromu
- Výška (m): 26,0
- Obvod (cm): 383
- Ochranné pásmo: vyhlášené - kruh o poloměru 15 m
- Datum prvního vyhlášení: 22.04.2013[1]
- Odhadované stáří: 180 let (k roku 2016)[2]

## Popis
Jinan je nadprůměrného vzrůstu i věku. Obvod jeho kmene patří k nejmohutnějším v Česku.

## Významné stromy v okolí
- Javory stříbrné v Čakovicích
- Jasan v zámeckém parku v Čakovicích
- Lípa republiky v zámeckém parku